# Orgilus boharti
Orgilus boharti är en stekelart som beskrevs av Muesebeck 1970. Orgilus boharti ingår i släktet Orgilus och familjen bracksteklar. Inga underarter finns listade i Catalogue of Life.